# Архарова, Екатерина Александровна
Екате́рина Алекса́ндровна Арха́рова (урождённая Римская-Корсакова; 12 июля 1755 — 27 мая 1836) — влиятельная петербургская барыня начала XIX века, кавалерственная дама. Вторая жена генерала от инфантерии И. П. Архарова. В старости жила в Павловском имении, поскольку к ней хорошо относилась его хозяйка Мария Фёдоровна, тогда как император Александр Павлович «иногда запросто приходил и у неё кушивал». 

## Биография
Архарова — дочь генерал-поручика Александра Васильевича Римского-Корсакова (1729—1781) от его брака с княжной Марией Семеновной Волконской (1731—1796), сестрой генерала Г. С. Волконского. По линии Кошелевых и Волконских состояла в родстве со знатнейшими фамилиями. Воспитывалась в московском доме деда князя С. Ф. Волконского.  
По воспоминаниям современников, в молодости была очень привлекательна лицом, приветлива и ласкова, отличалась особенно высоким ростом и прекрасным цветом лица, сохранившимся до старости. По характеристике великого князя Николая Михайловича, «не получила никакого образования, но обладала большим природным умом; имея доброе сердце, была характера независимого и твердого, и до конца жизни оставалась верна взглядам, сложившимся у неё в юности».
Замуж за богатого и рачительного генерала Архарова вышла уже не особенно молодой. Сразу установила в своём доме на Пречистенке тот порядок, который придал ему типичный старомосковский характер. Считалась одной из самых гостеприимных хозяек допожарной Москвы. Летом с семьёй жила в подмосковной усадьбе Иславское, где, по словам внука, «игры и смехи не прекращались».
Овдовев в 1815 году, Архарова умело управляла своими делами и никогда не имела долгов, а излишки доходов тратила на добрые дела и подарки. Не делала никаких отступлений от однажды установленного порядка и чина; до конца жизни ездила в старомодной карете, удивлявшей весь Петербург, на ветхих одрах, с теми же кучером и форейтором, которые состарились вместе с ней; в одноколке ездила за грибами, которые собирал её кучер, жила среди целого сонма дальних родственниц и приживалок, но зато никогда не хотела увеличить оброка с своих крестьян, размеры которого были когда-то установлены её супругом. 
Строго соблюдала посты и церковные правила, несмотря на любовь к еде и карточным играм. Всенощная и пасхальная заутреня совершались на дому, на Пасху она христосовалась со всеми. В доме был патриархальный строй жизни: с замужними дочерями она не расставалась, родственные связи признавала до едва заметных степеней и всегда покровительствовала тем, кто был связан с ней родством или свойством. Среди прочих, в её доме бывали А. С. Пушкин и его родители.
После смерти мужа Архарова жила с дочерью Александрой в Санкт-Петербурге, в собственном доме на углу Литейной улицы и Артиллерийского переулка. Лето проводила на даче в Павловске. Пользовалась всеобщим уважением: в дни рождения (12 июля) и именин все её поздравляли; императрица Мария Федоровна ежегодно посещала её 12 июля. Её просьбам и ходатайствам не отказывали, и почёт «старухи Архаровой» принимался ей как нечто должное, принадлежащее по праву. Когда Екатерина Ивановна получала приглашение императрицы на обед, она являлась ко двору в том самом костюме, в котором изобразил её Боровиковский. Это приглашение было событием в доме: по возвращении из дворца барыня раздавала всем домочадцам и дворне лакомства, взятые с высочайшего стола.
По воспоминаниям Е. П. Яньковой, однажды, когда заехавший к Архаровой в дом император Александр I вёл её к столу, Екатерина Александровна почувствовала, «что с неё спускается одна из юбок; она приостановилась, дала ей время упасть, перешагнула и, как будто не замечая, что случилось с нею, продолжала идти к обеду».
Архарова любила, чтобы ей читали вслух, и интересовалась русской литературой, но просила пропускать страшные места. Боялась смерти и умерла 27 мая 1836 года с твердостью, в полной памяти. Похоронена на Лазаревом кладбище Александро-Невской лавры. В браке имела двух дочерей:
- Софья (1791—1854), фрейлина, жена графа Александра Ивановича Соллогуба (1787—1843). По воспоминаниям современников, несмотря на миловидность, была «малообщительна и имела какое-то пренебрежительное выражение лица, не очень к ней располагавшее»[1]. Её сын В. А. Соллогуб подробно описал быт бабушкиного дома в своей книге.
- Александра (1795—1855), фрейлина, жена сенатора Алексея Васильевича Васильчикова (1776—1854); у них был сын А. А. Васильчиков.

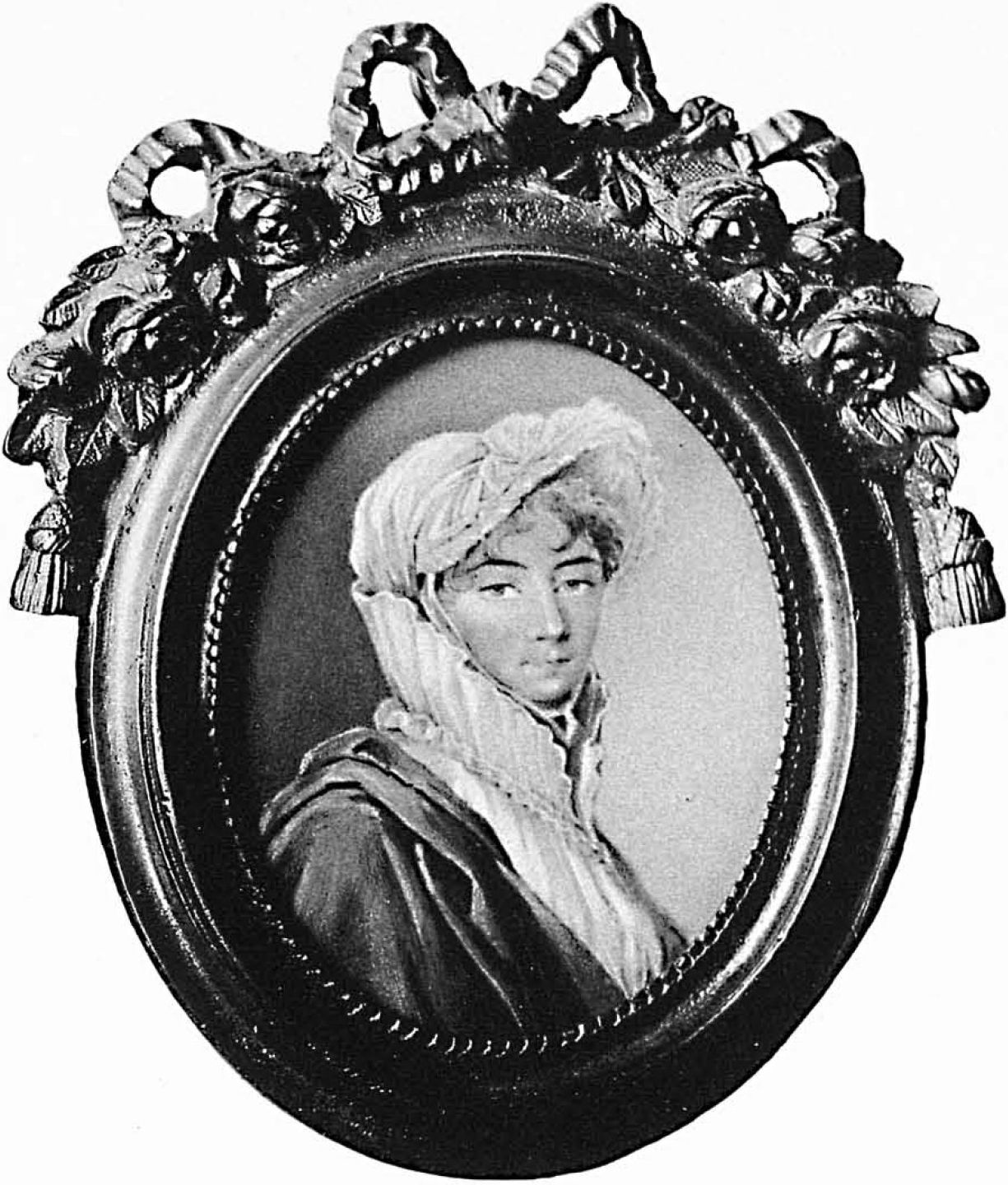
Екатерина Александровна
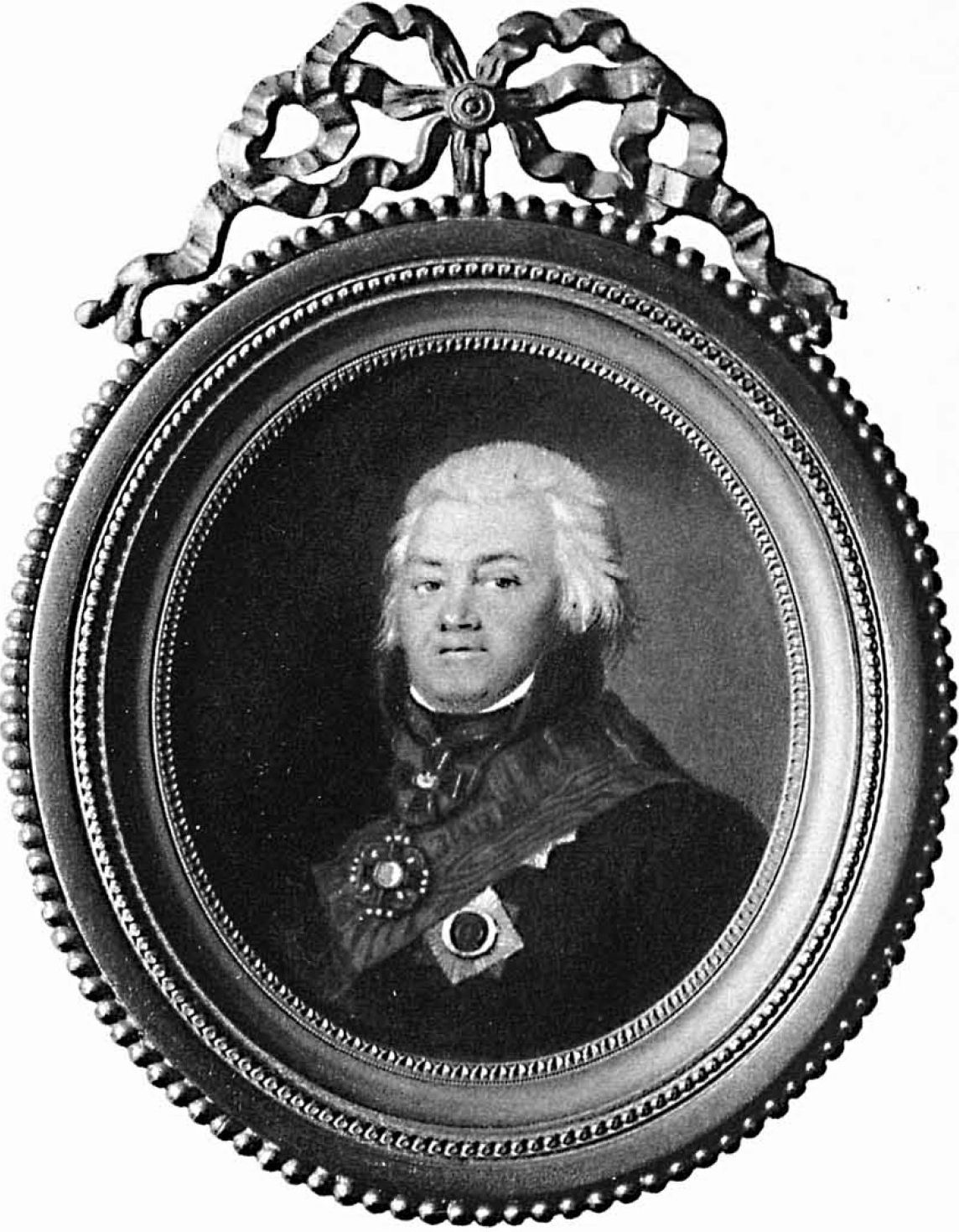
Иван Петрович Архаров, муж
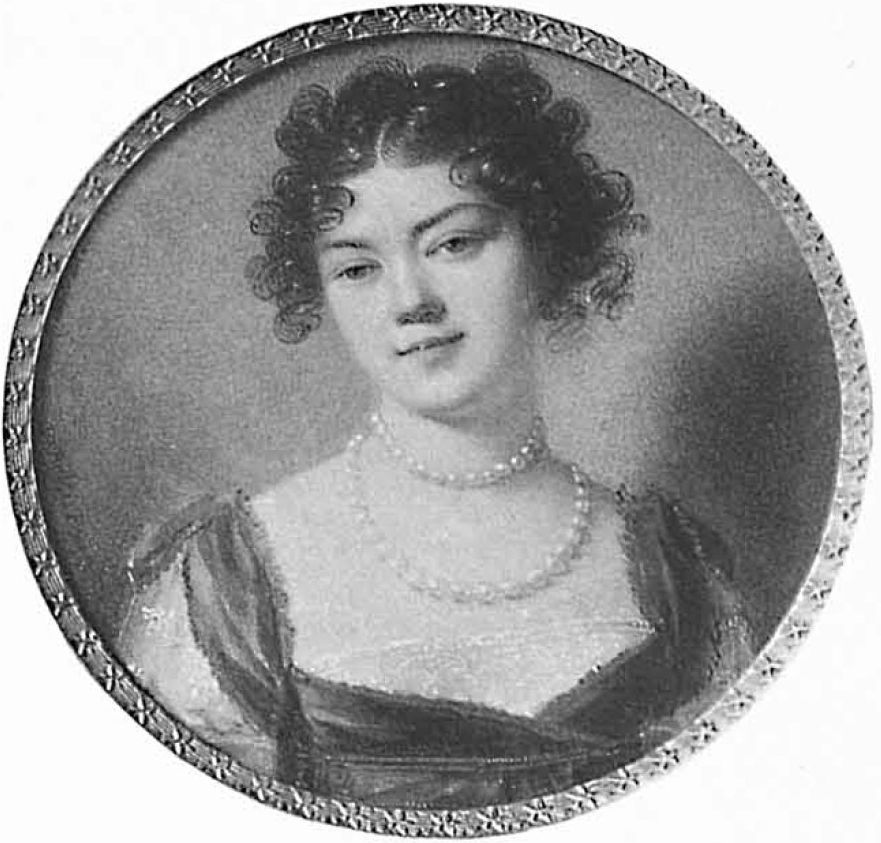
Софья Ивановна, дочь
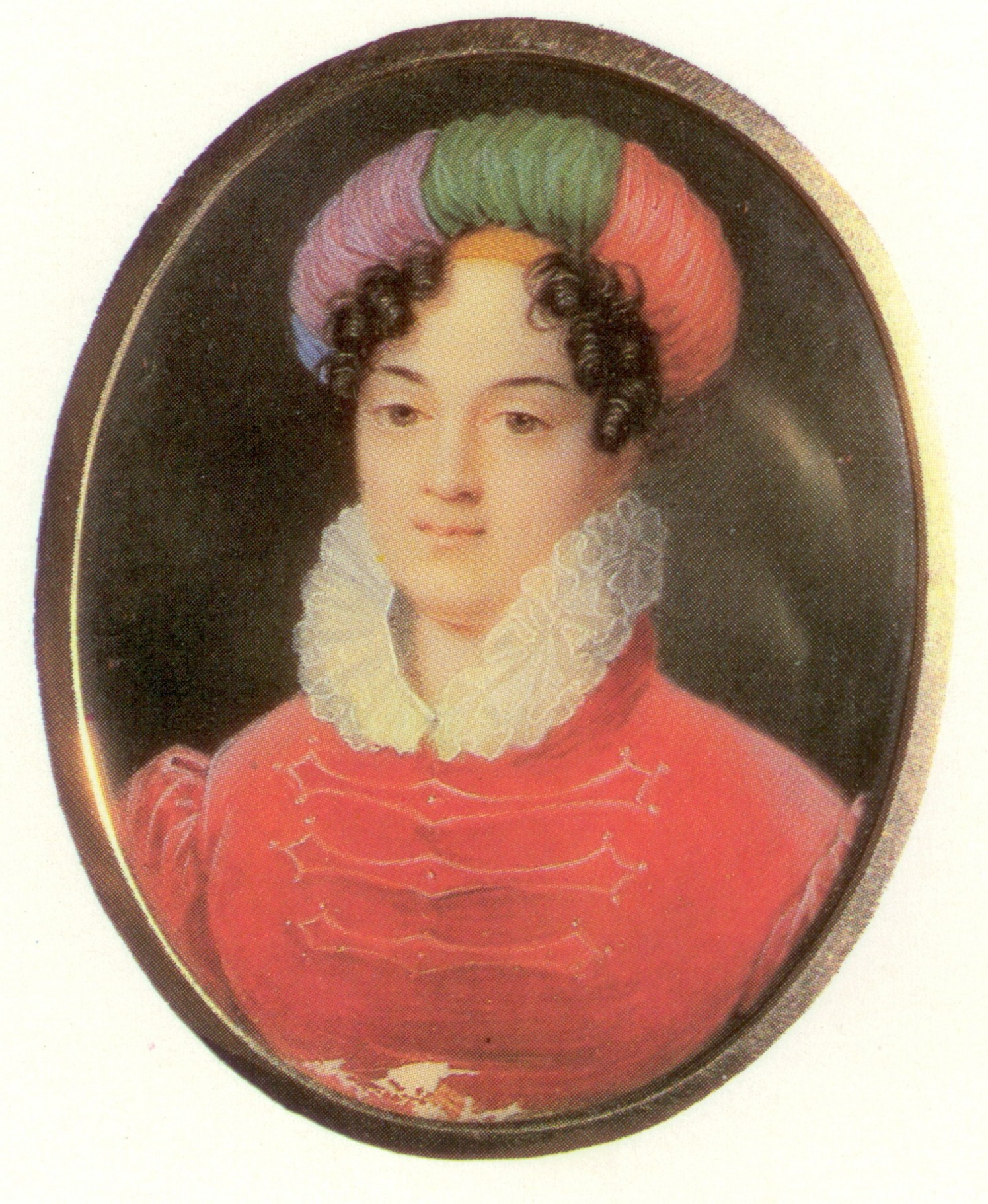
Александра Ивановна, дочь